# Chrząstka Meckela
Chrząstka Meckela, chrząstka żuchwowa (łac. cartilago Meckel) – chrząstka brzuszna (dolna) pierwszego łuku skrzelowego kręgowców, stanowiąca szynę kierunkową dla procesu kostnienia żuchwy. U większości kręgowców występuje tylko w życiu płodowym, u osobników dorosłych zwykle szczątkowa, u ssaków całkiem zanika. 
Z chrząstki tej u człowieka powstają: kostne części okolicy bródki, młoteczek i jedno z jego więzadeł, kowadełko, kolec dolny kości klinowej oraz więzadło klinowo-żuchwowe. 
Nazwa eponimiczna upamiętnia niemieckiego anatoma Johanna Friedricha Meckela.